# Daniel Lönn
Carl Daniel Hardy Lönn, född 18 augusti 2001, är en svensk politiker (politisk vilde). Han var riksdagsledamot (tjänstgörande ersättare) under 2023, invald för Dalarnas läns valkrets.
Lönn kandiderade i riksdagsvalet 2022 för Sverigedemokraterna och blev ersättare. Han var tjänstgörande ersättare i riksdagen för Sara Gille under perioden 18 januari–31 mars 2023. I riksdagen var Lönn suppleant i näringsutskottet. Under perioden var Lönn riksdagens yngsta tjänstgörande ledamot. Lönn är Sveriges första riksdagsledamot född på 2000-talet.
I mars 2025 framkom att Lönn gillat antisemitiskt och rasideologiskt innehåll på sociala medier och att han från sitt officiella Instagram-konto följde konton som tillhörde nazister. Rapporteringen ledde till att Lönn lämnade sina politiska uppdrag och blev senare politisk vilde i riksdagen.